# Acastro Jorge de Campos
Acastro Jorge de Campos (Desterro, 22 de novembro de 1862 — Niterói, 1 de maio de 1948) foi um militar e político brasileiro.
Foi membro da junta governativa catarinense de 1930.